# Adam Woodbury
Adam Woodbury (Sioux City, Iowa, 13 de enero de 1994) es un baloncestista estadounidense que se encuentra sin equipo. Con 2,16 metros de estatura, juega en la posición de pívot.

## Trayectoria deportiva

### Universidad
Jugó cuatro temporadas con los Hawkeyes de la Universidad de Iowa, en las que promedió 6,2 puntos y 5,5 rebotes por partido. Jugó 138 partidos de forma consecutiva, lo cual le sitúa en la segunda posición del ranking histórico de su universidad, y fue titular en 38 partidos en su temporada freshman, lo cual le iguala con Aaron White como el jugador con más titularidades en un solo año en los Hawkeyes.

### Profesional
Tras no ser elegido en el Draft de la NBA de 2017, fue invitado por los Sacramento Kings a participar en las Ligas de Verano de la NBA, donde jugó cuatro partidos, en los que promedió 1,0 puntos y 2,0 rebotes. Fue elegido en el Draft de la NBA D-League por los Maine Red Claws, quienes lo traspasaron junto a Omari Johnson a los Fort Wayne Mad Ants a cambio de Dallas Lauderdale. En su primera temporada con los Mad Ants promedió 3,0 puntos y 3,5 rebotes por partido.